# ارس (خودرو)
'اَرَس یک خانواده خودروی تاکتیکی ساخت وزارت دفاع جمهوری اسلامی ایران است. از اولین سری این خودرو در ۳۱ مرداد ۱۳۹۱، همزمان با روز ملی صنعت دفاعی ایران و با حضور وزیر دفاع جمهوری اسلامی ایران و رئیس جمهور وقت این کشور، محمود احمدی نژاد، رونمایی شد. خودروی ارس یکی از خودروهای ساخت ایران است که توسط شرکت صنعت خودروی ارس تولید می‌شود. این خودرو به‌طور خاص برای استفاده در شرایط جغرافیایی و آب و هوایی مختلف ایران طراحی شده و توانسته است جایگاه ویژه‌ای در خودروهای نظامی و نیمه‌سنگین کشور پیدا کند

## ویژگی ها
خودروی تاکتیکی-فرماندهی ارس با ۳٫۴ تن وزن و توان ۱۳۳ اسب بخار با دو کابین یکپارچه به عنوان خودروی حامل فرماندهان،‌ خودرویی هجومی و خودروی پشت خاکریز قابلیت استفاده در تمام مناطق عملیاتی صعب العبور و شهری را دارد. قابلیت زرهی، پوشش تلفیقی،‌ گرم کن گازوئیلی و محافظ پشت سر از مهمترین ویژگی‌های این خودرو محسوب می‌شود.

## تاریخچه
خودروی ارس در ابتدا به‌عنوان یک خودرو نظامی و برای استفاده در مناطق کوهستانی و جاده‌های غیرمطمئن طراحی شد. پروژه طراحی و ساخت آن توسط متخصصان داخلی و در قالب همکاری‌های صنعتی و تحقیقاتی میان ایران و برخی کشورهای خارجی آغاز شد. خودروی ارس به‌عنوان یک خودرو آفرود (آفرودیک) با قابلیت‌های ویژه در زمین‌های صعب‌العبور ساخته شد، اما در ادامه نسخه‌های غیرنظامی آن نیز تولید شد که برای استفاده در بازار عمومی بهینه‌سازی گردید.

## معرفی مدل‌های ارس
ارس ۴x۴، یکی از مدل‌های معروف خودروی ارس است که در ابتدا با هدف پاسخ‌گویی به نیازهای نظامی و نقلیه در مناطق دشوار طراحی شد. این مدل توانایی حرکت در زمین‌های غیرهموار و عبور از جاده‌های خاکی و شنی را دارد.
بعد از موفقیت در این بخش، مدل‌های غیرنظامی و تجاری از خودروی ارس به بازار عرضه شدند که در آنها تغییراتی در طراحی و قابلیت‌ها برای استفاده روزمره اعمال شده بود.

## ویژگی‌ها و مشخصات فنی
خودروی ارس در مدل‌های مختلف خود دارای ویژگی‌های فنی و طراحی منحصر به فردی است که از آن به‌عنوان یک خودرو با قابلیت‌های آفرود و مقاوم در برابر شرایط سخت یاد می‌شود. برخی از مشخصات فنی آن به شرح زیر است:
- موتور: موتورهای بنزینی و دیزلی با حجم‌های مختلف
- سیستم انتقال قدرت: ۴x۴ (چهارچرخ متحرک)
- قدرت موتور: در حدود ۱۰۰ تا ۱۵۰ اسب بخار بسته به مدل
- سیستم تعلیق: مجهز به سیستم تعلیق مستقل برای بهبود عملکرد در زمین‌های ناهموار
- فضای کابین: طراحی فضای داخلی به‌گونه‌ای است که برای مسافران و بار مناسب باشد
- طراحی خارجی: بدنه مقاوم و طراحی متناسب با شرایط جغرافیایی ایران[۸].

## بازار و مصرف
خودروی ارس به‌طور عمده در بازار داخلی ایران مورد استفاده قرار می‌گیرد، ولی در برخی از مناطق دارای شرایط خاص آب و هوایی یا جاده‌ای، این خودرو به‌عنوان یک وسیله نقلیه کارآمد شناخته شده است. علاوه بر استفاده در بخش خصوصی، این خودرو به‌طور محدود در بخش‌های نظامی، انتظامی و صنعتی نیز به کار گرفته می‌شود.
در حال حاضر، تولید این خودرو به دلیل نیاز به خودروهایی با قابلیت‌های آفرود در مناطق مختلف ایران، ادامه دارد.

## مشکلات و چالش‌ها
با اینکه خودروی ارس در بخش‌های خاصی از بازار موفق عمل کرده، برخی از مشکلات و چالش‌ها در طول سال‌های تولید آن مطرح شده است. برخی از این مشکلات عبارتند از:
- کیفیت قطعات: در برخی از مدل‌ها، مشکلاتی در کیفیت قطعات و متریال‌های مورد استفاده در ساخت این خودروها گزارش شده است[۱۱].